# Wilhelm Vaillant
Wilhelm Karl Theodor Vaillant (* 22. April 1909 in Chemnitz; † 28. Januar 1993 in München) war ein deutscher Elektroingenieur, Unternehmer, Arzt und Philanthrop.

## Werdegang und Werk
Vaillants Vater war Betriebsleiter eines Elektrizitätswerkes der Staatsbahnen, seine Mutter Hausfrau. An der Dresdner Annenschule machte er im naturwissenschaftlichen Zweig des Realgymnasiums sein Abitur. An der Technischen Hochschule Dresden studierte er von 1928 bis 1934 Elektrotechnik. Das Studium schloss er als Diplomingenieur ab.
Während des Studiums arbeitete er in der Studentenselbstverwaltung, wo er das Referat für Kulturfragen betreute und Theaterbesuche und Tanzabende organisierte. Das Studium finanzierte er sich als Theaterkulissenschieber und als Kellner in einer Bahnhofsgaststätte. Nach dem Studium ging er in den Vorbereitungsdienst für die höhere bautechnische Verwaltungslaufbahn. Sein Berufsziel war es, beamteter Bautechniker bei der Reichsbahn zu werden. Die Prüfung zum Lokomotivführer bestand er im Mai 1936. Im Herbst 1937 wurde er Reichsbahn-Bauassessor. Im selben Jahr heiratete er seine Frau Erika. Während des Zweiten Weltkriegs war Vaillant Leiter der lichttechnischen Abteilung des elektrotechnischen Versuchsamts der Reichsbahn in München. Dort leitete er eine Arbeitsgruppe, die Techniken zu Verdunkelungsmaßnahmen entwickelte. 1942 wurde er an der Technischen Hochschule Karlsruhe bei Rudolf Weigel (1899–1955) über die Ausdehnung von Verdunkelungsmaßnahmen auf das Gebiet ultraroter Strahlung zum Dr.-Ing. promoviert.
Nach dem Krieg baute er zusammen mit dem Rechtsanwalt Hanns Ritter in München ein Glühlampenwerk auf. 1949 gründeten beide die RIVA-Copier-Werke GmbH, ein Filmkopierwerk. Der Name RIVA setzt sich aus den Anfangsbuchstaben der Nachnamen der beiden Firmengründer zusammen. Das Unternehmen profitierte zunächst vom Kino-Boom der Nachkriegszeit. Den Trend des aufkommenden Fernsehens erkannte Vaillant rechtzeitig. Er reiste mehrfach in die Vereinigten Staaten, um die neuesten Entwicklungen der Fernsehtechnik kennenzulernen. So gehörte er schnell zu den Pionieren der Fernsehtechnik in Deutschland. In Unterföhring bei München baute er die RIVA-Fernsehstudios mit modernster Technik auf. Er kooperierte mit dem Bayerischen Rundfunk und dem ZDF. In seinen Studios wurde auch für die Freies Fernsehen Gesellschaft produziert. 1960 verstarb seine Frau. Ein Jahr später, im Alter von 52 Jahren, schrieb er sich im Wintersemester 1961/62 zum Medizinstudium an der Ludwig-Maximilians-Universität in München ein. Vaillant war 1962 einer von vier Kandidaten für das Amt des ersten ZDF-Intendanten. Da Vaillant persönliche Freundschaften mit Spitzenpolitikern der CSU pflegte, verweigerte die SPD seine Wahl. 1962 verkaufte er die RIVA-Fernsehstudios für 18,5 Millionen DM an den Bayerischen Rundfunk. Er mietete einen Teil der Fernsehstudios wieder zurück, um diesen an das Landesstudio Bayern des ZDF weiter zu vermieten. Parallel dazu baute neue Studios auf, die ihm „Fließbandproduktionen“ ermöglichten. 1967 verkaufte er diese Studios an das ZDF für 27 Millionen DM. Sein Reinerlös betrug dabei 5 Millionen DM. Nun hatte er die Zeit sich dem Medizinstudium ernsthaft zu widmen. 1969 beendete er im Alter von 60 Jahren das Medizinstudium. Sein Staatsexamen machte er an seinem 60. Geburtstag. Im April 1970 wurde er bei Georg Maurer über das Thema seiner Dissertation Versuche zur Früherkennung des Mammacarcinoms durch Thermographie zum Dr. med. promoviert. Im September desselben Jahres erhielt er seine Approbation.
1972 wurde er zum Honorarprofessor für biomedizinische Technik bestellt. Sein Arbeitsgebiet waren Diagnoseverfahren zur Früherkennung von Brustkrebs. Er lehrte und forschte bis 1976 an der LMU. Vaillant war ein Pionier der modernen Brustdiagnostik. 1973 eröffnete er in der Ismaninger Straße in München ein Institut für Vorsorgemedizin. In dieses als GmbH geführte Institut investierte er im ersten Jahr fast 4 Millionen DM. Es war der Medizinischen Fakultät der Technischen Universität München als „Institut an der TH“ angeschlossen.
Vaillant, der keine Nachkommen hatte, gründete 1981 die nach ihm benannte Wilhelm-Vaillant-Stiftung zur Förderung der medizinischen Forschung sowie dem Auf- und Ausbau von Einrichtungen der medizinischen Gesundheitsvorsorge. Er finanzierte an der I. Frauenklinik der LMU die Wilhelm-Vaillant-Einheit für Frühdiagnostik von Erkrankungen der Brust. Diese damals mit den modernsten Geräten der Brustdiagnostik ausgestattete Einheit schenkte er 1985 dem Freistaat Bayern. Am 11. Dezember 1974 war er Gast in der Talkshow Je später der Abend.
Die Wilhelm-Vaillant-Stiftung vergibt alle zwei Jahre den renommierten Wilhelm-Vaillant-Preis zur Förderung der medizinischen Forschung.

## Auszeichnungen
Wilhelm Vaillant war Träger des Bayerischen Verdienstordens und Träger des Großen Bundesverdienstkreuzes.

## Veröffentlichungen (Auswahl)
- Wilhelm Vaillant, H. Bohmert, K. Remberger: Stereotaktische, präoperative Kennzeichnung von Mammaläsionen. In: Münchener Medizinische Wochenschrift. Band 124, Nummer 23, Juni 1982, ISSN 0341-3098, S. 577–578, PMID 6810129.
- Wilhelm Vaillant: Thermographie. In: Langenbecks Archiv für Chirurgie. Band 337, 1974, ISSN 0023-8236, S. 649–650, DOI:10.1007/978-3-662-38063-5-111, PMID 4449374.
- H. Wallner, Wilhelm Vaillant: Erfahrungen mit der Thermoplazentographie. In: Zeitschrift für Geburtshilfe und Gynäkologie. Band 174, Nummer 1, 1971, ISSN 0044-278X, S. 100–106, PMID 5554801.
- P. Bernett, Wilhelm Vaillant, T. Fischer: Früherkennung des Brustkrebses. In: Langenbecks Archiv für Chirurgie. Band 327, Nummer 1, Dezember 1970, ISSN 0023-8236, S. 1217–1218, DOI:10.1007/BF01259229, PMID 5520951.